# Terminologia Histologica
La Terminologia Histologica (TH) ou Terminologie Histologique en français est la terminologie officielle concernant la cytologie et l'histologie humaine. La TH comporte 4 255 termes alors que la dernière édition en 1989 de Nomina Histologica, annexée à Nomina Anatomica, en comportait 2 900.
Cette terminologie a été publiée pour la première fois en 2008 après plusieurs années de travail du Comité fédératif de la terminologie anatomique (FCAT - Federative Committee on Anatomical Terminology). Elle représente un consensus mondial dans le domaine de l'anatomie microscopique humaine.
Ce Comité est un groupe de travail spécialisé de la Fédération internationale des Associations d'anatomistes (FIAA) (International Federation of Associations of Anatomists (IFAA)) qui a mandaté et approuvé ce travail.
La Terminologie Histologique est officiellement publiée en latin, accompagnée d'une version en anglais à titre indicatif. L’usage d’une langue morte n’appartenant plus à personne donne une neutralité bienvenue aux termes choisis. Elle est actuellement publiée sur Internet.